# Ronn McMahon
Ronn McMahon (Provo, 29 maggio 1965) è un ex cestista canadese.

## Carriera
Con il Canada ha disputato i Campionati mondiali del 1994 e due edizioni dei Campionati americani (1992, 1993).